# Aleksandr Povarnicyn
Aleksandr Vasil'evič Povarnicyn (in russo Александр Васильевич Поварницын?; Iževsk, 12 aprile 1994) è un biatleta russo.

## Biografia
Aleksandr Povarnicyn, attivo dalla stagione 2012-2013, ai Mondiali juniores di Presque Isle 2014 ha vinto la medaglia d'oro nella sprint, quella d'argento nell'inseguimento e quella di bronzo nella staffetta e a quelli di Minsk 2015 l'oro nella staffetta e il bronzo nell'inseguimento; in Coppa del Mondo ha esordito l'11 febbraio 2016 a Presque Isle in sprint (28º) e ha ottenuto il primo podio l'8 febbraio 2019 a Canmore in staffetta (3º). Ha debuttato ai Campionati mondiali a Östersund 2019, piazzandosi 45º nell'individuale; è inattivo in ambito internazionale dalla stagione 2021-2022 poiché in seguito all'invasione russa dell'Ucraina del 2022 gli atleti russi sono stati esclusi dalle competizioni riconosciute dall'International Biathlon Union. Non ha preso parte a rassegne olimpiche.

## Palmarès

### Mondiali juniores
- 2 medaglie:
  - 2 ori (sprint a Presque Isle 2014; staffetta a Minsk 2015)
  - 1 argento (inseguimento a Presque Isle 2014)
  - 2 bronzi (staffetta a Presque Isle 2014; inseguimento a Minsk 2015)

### Coppa del Mondo
- Miglior piazzamento in classifica generale: 43º nel 2022
- 1 podio (a squadre):
  - 1 terzo posto